# Complexe d'habitations de Simone et Lucien Kroll à Auderghem
 (juin 2019).
L'ensemble d'habitations, situé dans la commune d'Auderghem (Bruxelles-Capitale), est réalisé par Simone Kroll et Lucien Kroll entre 1961 et 1965. Cet ensemble reflète les principes de l'architecture participative.

## Localisation
Situé au numéro 20 de l'avenue Louis Berlaimont et aux numéros 73-73a-75 de l'avenue Isidore Geyskens.
Il se situe près d’un site et d’un bâtiment remarquable tel que le Cèdre bleu de l’Atlas Cedrus atlantica, classé le 10 mars 2005 ainsi que l’habitation réalisée en 1937 par l’architecte, artiste peintre, céramiste et illustrateur belge Robert Perniaux.

## Implantation
Le site est légèrement en pente et bénéficie d’un terrain vide d’une part et d’une cour d’école derrière un long mur bordé de pins d'autre part. Le complexe est implanté en forme de L et entouré de pins offrant un jardin commun.

## Histoire
Dans le début des années soixante, la propriétaire du terrain a contacté l'architecte Lucien Kroll afin qu'il lui réalise sa maison. Il est revenu vers elle en proposant une autre manière d'habiter qui s'éloigne de l'individualité des maisons unifamiliales. Cette architecture, plus généreuse comprend divers logements à caractère collectifs. À la suite de l'accord du propriétaire, l'architecte prend contact avec une notaire afin de rédiger un acte de base et devient mandataire de tous les copropriétaires lui permettant de gérer à lui seul les dépenses relatives au projet. Au fur et à mesure des années, les copropriétaires  ont vendu ou loué leur bien à de nouveaux arrivants n’ayant pas pris part au processus de création et à l’état d’esprit initial.

## Architecture
Le volume global variant d'un à quatre niveaux respecte le gabarit environnant. L'ensemble des habitations est pensé spécifiquement pour chaque futur habitant dont les volumes varient selon leurs besoins. Quinze logements sont finalement réalisés, dont celui de l'architecte et les bureaux de ce dernier. Les façades à rue sont plus fermées à cause de leur orientation au nord. Contrairement aux façades donnant sur le jardin, qui présentent des balcons ou des terrasses. La construction et les matériaux sont simples, conçus dans un souci d'économie : briques artisanales Veldhoven, blocs de béton, garde-corps en planchers métalliques industriels ainsi que des châssis en bois avec double vitrage. Cette multitude de matériaux résulte d'une ligne directrice dans son travail mais aussi de la participation des habitants 

### Les luminaires

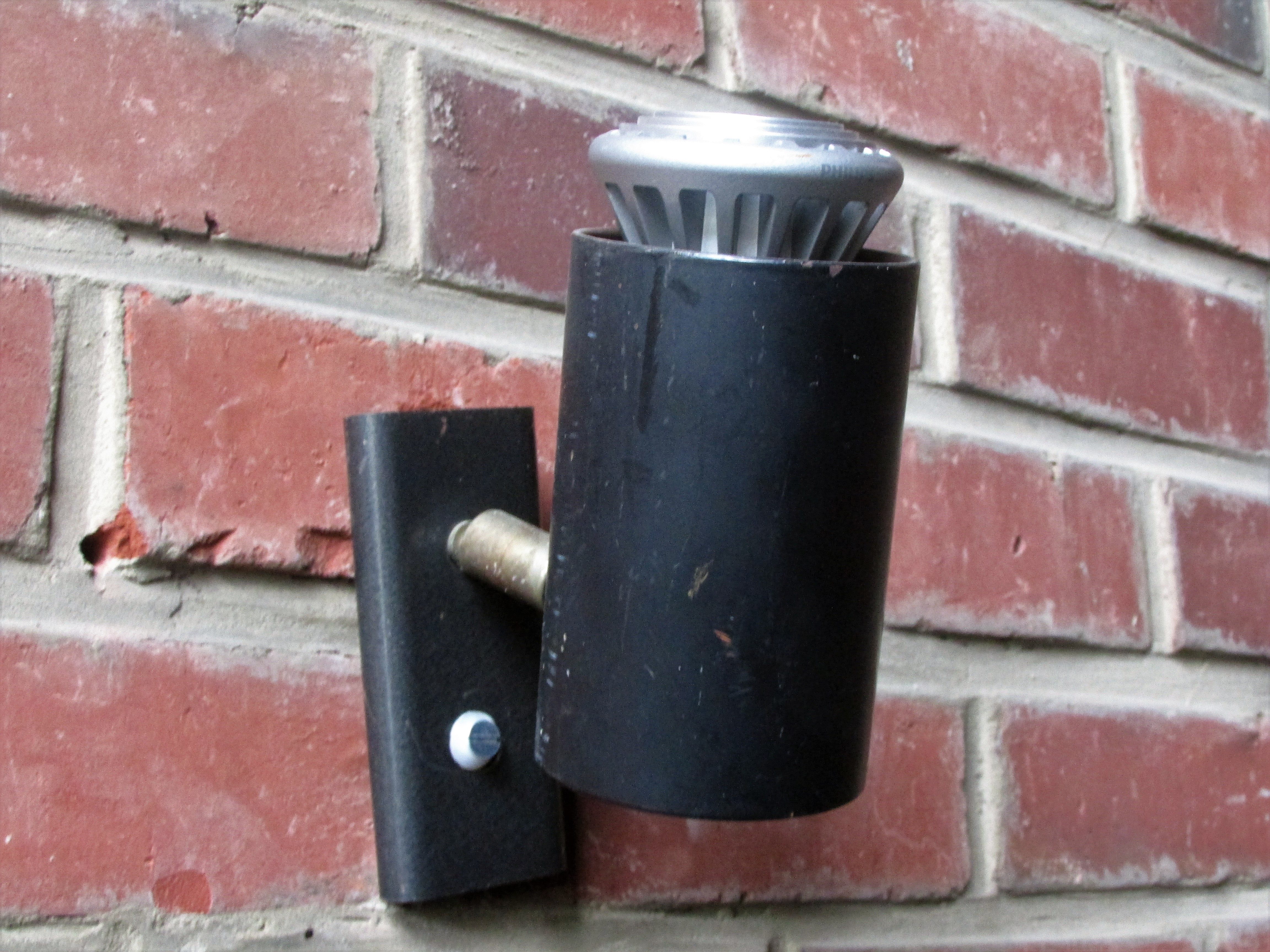
Luminaire d'Émile Souply

Les luminaires des espaces communs sont réalisés par son ami Émile Souply. Avec Jean-Paul Emonds-Alt, Antoine De Vinck et Luc Van Malderen, ils créent dans les années soixante le groupe belge Design.

## Paysage
La végétation joue un rôle primordial dans le fonctionnement de cet ensemble car c'est dans le jardin commun que les habitants se réunissaient. Simone Kroll, paysagiste, coloriste et céramiste joue un rôle essentiel dans les réalisations de l'atelier. Elle conçoit les espaces extérieurs avec sa vision organique du jardin . C'est-à-dire qu'il faut le laisser grandir et évoluer naturellement. Simone est intervenue sur la station Alma en peignant des fleurs colorées sur verre.

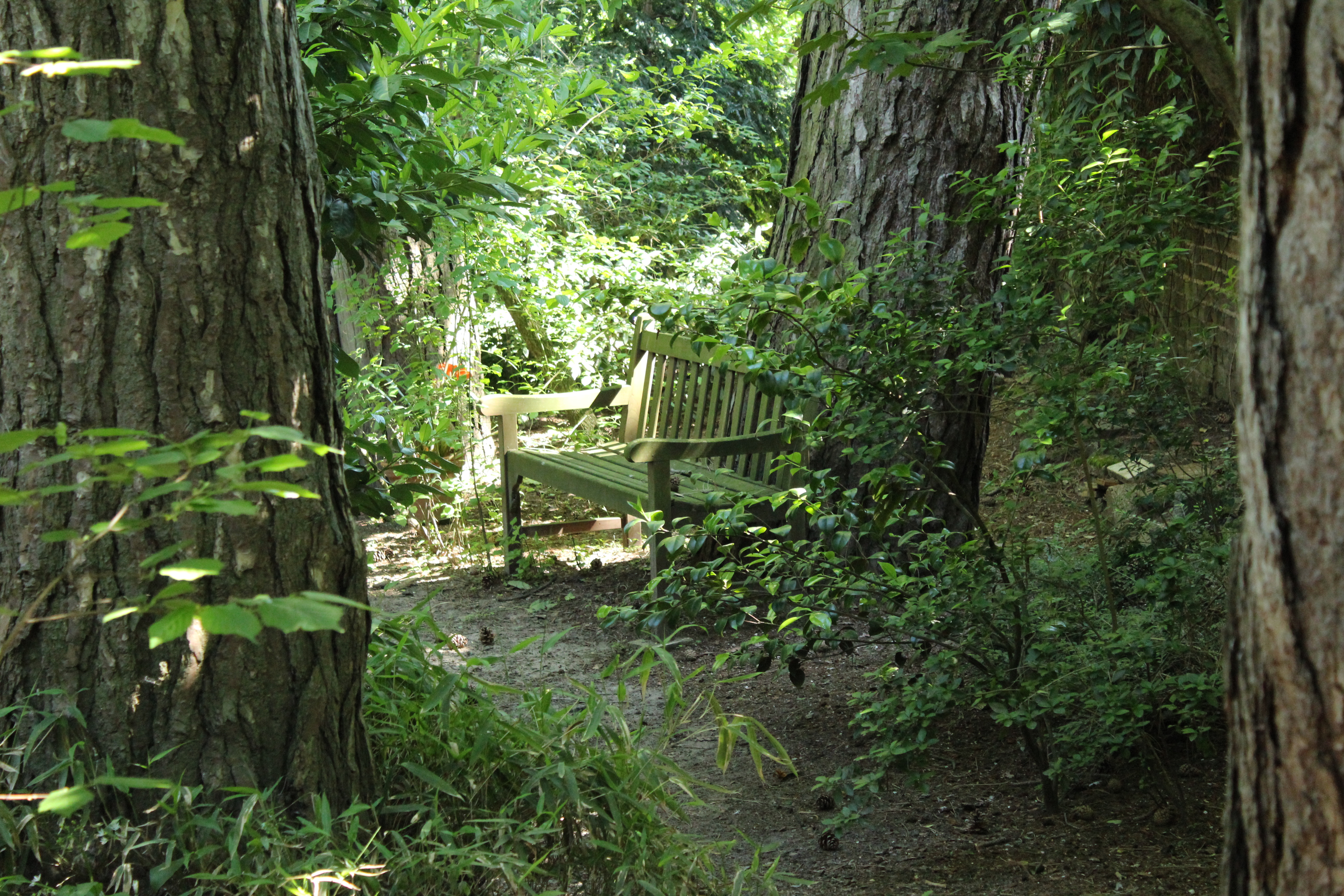
Jardin sauvage de Simone Kroll

## Patrimoine
L'ensemble a été introduit à l'inventaire du patrimoine architectural de la région Bruxelles-Capitale en 2016.